# Jeansagnière
Jeansagnière korábbi község (település) Franciaországban, Loire megyében. 2016. január 1-jén Chalmazel községgel egyesült és delegált községként Chalmazel-Jeansagnière új község része lett.
Lakosainak száma 96 fő (2018. január 1.). Jeansagnière La Valla-sur-Rochefort, Le Brugeron, La Chamba, La Chambonie, La Côte-en-Couzan, Saint-Jean-la-Vêtre, Saint-Just-en-Bas és Chalmazel községekkel határos.

## Népesség
A település népességének változása:
| Lakosok száma | 256  | 208  | 138  | 119  | 103  | 86   | 81   | 81   | 95   | 96   |
|               | 1962 | 1968 | 1982 | 1990 | 1999 | 2008 | 2011 | 2013 | 2017 | 2018 |